# الصلعفية (حزم العدين)

تعديل مصدري - تعديل

الصلعفية محلة تابعة لقرية المقصابة، التابعة لعزلة المزارقة بمديرية حزم العدين إحدى مديريات محافظة إب في الجمهورية اليمنية، بلغ تعداد سكانها 58 حسب تعداد اليمن لعام 2004.